# ادسون بیسپو دوس سانتوس
ادسون بیسپو دوس سانتوس (انگلیسی: Edson Bispo dos Santos; ۲۷ مهٔ ۱۹۳۵ – ۱۲ فوریهٔ ۲۰۱۱) بازیکن بسکتبال اهل برزیل بود.
از باشگاه‌هایی که در آن بازی کرده‌است می‌توان به باشگاه فوتبال پالمیراس اشاره کرد.
وی در مسابقات کشوری و بین‌المللی در مجموع برندهٔ ۱ مدال طلا، ۲ مدال برنز شده‌است.